# 星の動く音
『星の動く音』（ほしのうごくおと）は、坂口尚の漫画短編作品。1979年、サンリオ出版の少女漫画誌「リリカ」に掲載された。

## あらすじ
地球へと向かうロケットにギルという少年が乗っていた。彼は常夏の星ノバルで生まれ育ち、今まで暮らしていた。
海でサーフィンに明け暮れ、心地よい南国の風に酔った日々のことが美しい思い出として頭の中に浮かぶ。
だがそんな思い出もギルにとっては遠い過去であった。ギルの父は建築家であったが、街の公会堂の建設工事で命を落としてしまい、家族はノバルを離れ、父の生まれた地球へと向かうことになったのだ。
地球へと進路を向けるロケットでは多くの子供が明るく振る舞い、ギルの妹も絵本を読み、楽しそうにしていたが、ギルは何かつまらないといった素振りを見せ、物思いに更けるのみであった。
やがてギルは亡くなった父のことを考えるようになり、父が最後に残した「自分の骨は生まれた星に埋めて欲しい」という言葉について妹に尋ねる。
だが妹は父が死んだときの出来事を思い出し、泣き出したため、ギルは必死になだめることとなり、その場の空気も悪くなってしまった。
ギルは黙るが「何故、父はこんなにも素晴らしいノバルに骨を埋めようとしないのか？」という疑問をずっと考えるようになった。
ギルにとってノバルは父の芸術を生んだ街であり、ユートピアのような存在であり、また彼の父もノバルを愛していたことを知っていたのだ。
その後、ロケットは地球へと到着するのであるが…。

## 登場人物
ギル本作の主人公である少年。生まれ育ったノバルに対する執着が強く、地球行きを快く思っていない。何かと気難しい性格である。妹とは何かと揉めるが、いざという時はギルが面倒を見ており、根は優しい少年である。
ミンギルの妹。兄に比べ無邪気な性格であり、年相応の少女である。
父ギル、ミンの父。ノバルにて建築士の仕事をしていたが、不慮の事故で死亡する。息を引き取る直前に死んだら地球に骨を埋めて欲しいという旨の遺言を残す。
母ギル、ミンの母。父の遺言を守り、地球行きを決めた。

## 収録単行本
- 坂口尚『星の動く音』奇想天外社〈奇想天外コミックス〉、短編集
  1. 1981年4月初版発行
- 坂口尚『レート・ドッグ』大都社、短編集
  1. 1989年10月初版発行 ISBN 4-88653-411-2
- 坂口尚『月光シャワー-SF作品集-』チクマ秀版社〈LEGEND ARCHIVES〉、短編集
  1. 2005年5月初版発行 ISBN 978-4-805-00434-0